# Владимирово (община Берово)
Вижте пояснителната страница за други значения на Владимирово.
Владимирово (на македонска литературна норма: Владимирово) е село в Северна Македония, община Берово.

## География
Селото е разположено в историческата област Малешево.

## История
В много местности около Владимирово се срещат могили и останки от селища, крепости и църкви от неолита (Бараица), желязната епоха (Увашлия), Късната Античност (Градище, Грамадата, Грамаде, Гюзелдже, Материца, Могилка, Църквище) и Средновековието (Белов юрт, Ковачка чука, Селото).
В османски данъчни регистри на немюсюлманското население от вилаета Малешева от 1621 – 1622 година е отбелязано село Ладимир с 24 джизие ханета (домакинства). Старият хан в центъра на селото е от XVIII век.
В XIX век Владимирово е българско село в Малешевска каза на Османската империя. Църквата „Възнесение Господне“ е от 40-те години на XIX век. В „Етнография на вилаетите Адрианопол, Монастир и Салоника“, издадена в Константинопол в 1878 година и отразяваща статистиката на населението от 1873 година, Владимирово (Vladimirovo) е посочено като село с 250 домакинства, като жителите му са 912 българи. Според статистиката на Васил Кънчов („Македония. Етнография и статистика“) от 1900 година Владимирово е населявано от 1650 жители българи християни.
В началото на XX век цялото население на Владимирово е под върховенството на Българската екзархия. По данни на секретаря на екзархията Димитър Мишев („La Macédoine et sa Population Chrétienne“) през 1905 година във Владимирово има 2000 българи екзархисти и функционират основно и средно българско училище.
По време на Балканската война в 1912 година 17 души от селото се включват като доброволци в Македоно-одринското опълчение. По време на Междусъюзническата война гръцки войски влизат във Владимирово, убиват кмета, изнасилват 15 жени, някои от които убиват. В селото върлува холера.
В селото има комитет на ВМОРО, възстановен в края на 1909 година от Христо Чернопеев, Михаил Думбалаков, Костадин Самарджиев – Джемото и Кочо Хаджиманов.
По време на българското управление във Вардарска Македония в годините на Втората световна война, Герасим Ар. Попов от Робово е български кмет на Владимирово от 9 август 1941 година до 9 септември 1944 година.
Според преброяването от 2002 година селото има 861 жители.
| Националност     | Всичко |
| северномакедонци | 859    |
| албанци          | 0      |
| турци            | 0      |
| роми             | 0      |
| власи            | 0      |
| сърби            | 2      |
| бошняци          | 0      |
| други            | 0      |

## Личности
Родени във Владимирово
- Александър Поптраянов (? – 1922), деец на ВМРО, загинал в сражение със сръбски части на 14 декември 1922 година[12]
- Ангел Георгиев, български революционер от ВМОРО, четник на Ефрем Чучков[13]
- Атанас Гаврилов Курандов (? - 1925), български революционер, ръководител на местния комитет на ВМРО, арестуван и убит от сръбските власти; на 20 февруари 1943 година вдовицата му Мария на 58 години от Владимирово подава молба за българска народна пенсия,[14] в която пише „почина моят мъж от многото бой и тормоз от контрачетниците на бившата югославска държава като национален българин“; молбата е одобрена и пенсията е отпусната от Министерския съвет на Царство България[15]
- Благой Ханджиски (р. 1948), политик от Северна Македония
- Васе Шуперлията (? – 1900), български революционер
- Владо Едров, деец на ВМРО[16]
- Георги Тодоров (? – 1915), български революционер от ВМОРО, войвода на чета прехвърлящи дезертьори от сръбската армия в България, убит в сражение със сръбски граничари в местността Колун, Струмишко[17]
- Давидко Механджийски, български революционер, деец на ВМОРО, загинал преди 1918 г.[18]
- Димитър Лазаров, български революционер от ВМОРО, четник на Христо Димитров – Кутруля[19]
- Иван Мицев, български свещеник и революционер, деец на ВМОРО, борец срещу османската власт и сръбската пропаганда[20]
- Иван Атанасов Шуперлийски, войник от Радовишкия партизански отряд на 11-а македонска дивизия
- Иван Петров Бояджиев, 26-годишен, четата на Дончо Златков,[21] през Първата световна война служи в Радовишкия партизански взвод
- Иван Реджов (Иван Реджо), революционер от ВМОРО, куриер и четник при Гоце Делчев, участва в залавянето на Назлъм бей през 1897 година, по-късно е самостоятелен малешевски войвода[22][23]
- Иван Чамински (р. 1886 - ?), български революционер
- Константин Тренчев (1895 – 1969), революционер
- Михаил Атанасов, български свещеник
- Михаил Левенски (1942 – 2010), писател от Северна Македония
- Пано Алексиев, македоно-одрински опълченец, 35-годишен, четата на Дончо Златков[24]
- Петър Ужев (ок. 1850 – 1906), български революционер
- Саве Христов Младенов (? – 1924), български революционер, войник от Радовишкия партизански отряд на 11-а дивизия, деец на ВМРО
- Тишо Димитров, български революционер от ВМОРО, четник на Ефрем Чучков[13]
- Трайко Благоев (1876 – 1937), български революционер и общественик
- Христо Стоянов, български революционер[25]
- Христо Стамболиски Кацарев, български революционер от ВМОРО, четник на Никола Сарафов[26] и Симеон Молеров[27]
- Борис Иванов Пендев (1896 – ?), български революционер, деец на ВМРО (Иван Михайлов)[28]

Починали във Владимирово
- Георги Корубинов (1873 – 1903) български революционер
- Дачо Иванов (? - 1903), български военен и революционер
- Константин Бараков (1870 – 1903), български общественик и революционер
- Иван Парцаков (? – 1922), деец на ВМРО, загинал в сражение със сръбски части на 14 декември 1922 година[12]
- Пандо Андонов (? – 1922), деец на ВМРО, загинал в сражение със сръбски части на 14 декември 1922 година[12]